# Hermann Wilken
Hermann Wilken, anche conosciuto come Hermann Witekind e con lo pseudonimo di Augustin Lercheimer, (Neuenrade, 1522 – Heidelberg, 7 febbraio 1603) è stato un umanista e matematico tedesco.

## Biografia
Originario di Neuenrade in Vestfalia, studiò a Francoforte sull'Oder (1545/46) e a Wittenberg (1547), dove fu alunno di Filippo Melantone. Nel 1552 Wilken venne inviato a insegnare alla Scuola Latina della Cattedrale a Riga, divenendone rettore nel 1554. Nel 1561 studiò all'Università di Rostock e nel 1563 divenne professore di lingua greca alla facoltà di arte all'Università di Heidelberg.
Nel 1585 pubblicò, sotto lo pseudonimo di Augustine Lercheimer, "Christlich bedenken und erinnerung von Zauberey" ("Memorie cristiane sulla stregoneria"), esprimendo una posizione contro la caccia alle streghe. Alcuni teorici della stregoneria, come Johann Georg Gödelmann e Anton Praetorius, furono influenzati da Wilken.